# جورج أوكس
جورج أوكس هو فلاح وسياسي أمريكي، ولد في 21 أبريل 1861، وتوفي في 19 أبريل 1937. نشط حزبياً في الحزب الجمهوري. وقد انتخب عضو جمعية ولاية ويسكونسن ‏.